# Quercus ellipsoidalis
Quercus ellipsoidalis és una espècie de roure que pertany a la família de les Fagàcies i està dins de la secció Lobatae, dins del gènere Quercus. És originària de l'Amèrica del Nord.

## Descripció
És un arbre caducifoli de grandària mitjana que pot arribar a créixer fins als 20 m d'alçada i forma una capçada rodona i oberta.
Les seves fulles són lluents, de color verd i fan entre 7 i 13 cm de llarg per 5 a 10 cm d'ample, lobades, amb cinc o set lòbuls separats per profunds buits entre ells i que al seu torn cada un d'aquests lòbuls té entre 3 i 7 dents punxegudes. Les fulles gairebé no tenen vellositats, llevat de petits flocs de color taronja pàl·lid o cafè on s'uneixen les venes dels lòbuls amb la vena central. Les glans tendeixen a ser de forma el·líptica, i d'allí prové el nom científic d'aquesta espècie, encara que tendeixen a ser de formes molt variables i tendeixen a ser globoses, de 6 a 11 mm de llarg i 10 a 19 mm d'ample, amb la seva cúpula que recobreix a la gla entre la tercera part o fins i tot fins a la meitat. Aquestes glans quan maduren, aproximadament després de 18 mesos després de la pol·linització, són d'un color verd marró pàl·lid i de sabor molt amarg. La superfície interna de la tapa de les glans és glabra (sense pèls) o moderadament pubescents, i els pèls, si és que estan presents, tendeixen a ser arrissats en lloc de rectes.

## Distribució i hàbitat
Principalment es desenvolupa a la zona nord del Oest mitjà dels Estats Units, i també al sud-est i sud-oest d'Ontario al Canadà. Preferentment es desenvolupa en sòls secs, arenosos i en general en sòls àcids. Encara que el seu nom en anglès "Northern Pin Oak" suggereix algun tipus de semblança amb el "Pin Oak" (Quercus palustris), aquest en realitat tradicionalment ha estat relacionat estretament amb Quercus coccinea i de fet va ser inclòs dins d'aquesta espècie per diversos botànics. Però treballs recents suggereixen que Quercus ellipsoidalis està més relacionat amb Quercus velutina conegut com a roure negre i que pot existir alguna correlació entre els gens d'aquestes dues espècies. La similitud morfològica entre Q. ellipsoidalis i Q. coccinea segueix sent una font de confusió, sobretot al nord-est d'Indiana i el sud del Comtat de Cook a Illinois.

## Usos
Ocasionalment Quercus ellipsoidalis és plantat com un arbre ornamental, molt popular pel color vermell brillant de les seves fulles a la tardor, i per la seva tolerància als sòls sorrencs i infèrtils. El seu tronc és massa petit per ser aprofitat com a fusta, però és similar a la d'altres "roures vermells".

## Taxonomia
Quercus ellipsoidalis va ser descrita per Ellsworth Jerome Hill i publicat a Botanical Gazette 27(3): 204–208, pl. 2–3, a l'any 1899.
Etimologia
Quercus: nom genèrico del llatí que designava igualment al roure i a l'alzina.
ellipsoidalis: epítet llatí
Sinonímia
- Quercus ellipsoidalis var. coccinioides Farw.
- Quercus ellipsoidalis f. heterophylla Trel.
- Quercus ellipsoidalis f. incurva Trel.
- Quercus ellipsoidalis var. kaposianensis J.W.Moor[3][4]